# Mérouana
Mérouana (arabisch مروانة, DMG Mrwāna Tamazight: ; Tamrwant) ist eine Stadt in der Provinz Batna im Nordosten Algeriens.